# Deltatheridium
Deltatheridium var ett släkte däggdjur som levde under slutet av krita. Fossil av Deltatheridium har påträffats i Mongoliet.
Deltatheridium blev omkring 15 centimeter lång och vägde omkring 80 gram. Den liknade mest en opossum eller en vessla med lite längre ben. Skallen var lång men nosen ganska högt placerad vilket fick den att se stor ut. Även svansen var ganska lång. Deltatheridium hade en för däggdjur ganska ovanlig tanduppsättning med små vassa tänder längst fram, en stor vass hörntand på varje sidan i käken och bakom dessa bredare kindtänder. Kindtänderna är som hos creodonterna snarast triangulära än rundade kvadrater vilket är det som gett släktet dess namn. Deltatheridium jagade troligen insekter och små reptiler.
Två arter är beskrivna:
- Deltatheridium nessovi
- Deltatheridium pretrituberculare